# Мещеров, Зариф Ибрагимович
Зариф Ибрагимович Мещеров (15 июня 1919, Акчеево, Пензенская губерния — 25 июля 1964, Горький) — помощник командира взвода 479-го отдельного саперного батальона 338-й стрелковой дивизии, старшина.

## Биография
Родился 15 июня 1919 года в селе Акчеево (ныне — в Ельниковском районе Республики Мордовия). Татарин. Окончил 7 классов. Работал в колхозе. В 1939 году переехал в Ленинград.
В 1939 году был призван в Красную Армию. За два года службы освоил специальность сапера. На фронте в Великую Отечественную войну с июня 1941 года. Боевой путь начал на Западном фронте, участвовал в обороне Москвы, был ранен. После госпиталя вернулся на фронт. Член ВКП/КПСС с 1942 года. К весне 1943 года старшина Мещеров — командир отделения 479-го отдельного саперного батальона 338-й стрелковой дивизии.
В составе дивизии участвовал в освобождении Смоленской области. В марте 1943 года накануне прорыва обороны противника и в ходе наступления отделение под командованием Мещерова проделало несколько проходов в минных полях. Старшина Мещеров лично нашел и обезвредил 17 мин у деревни Красный Октябрь; очистил от мин 2 моста, обезвредил 37 мин и 9 фугасов около деревни Фролово; обезвредил 41 немецкую мину по дороге от деревни Заречье на Великопольск и около одной из деревень ещё 183 мины. Благодаря его смелости, сообразительности и умению, не подорвалось ни одно орудие. Командование высоко оценило отлично выполненную работу, и З. И. Мещеров был награждён орденом Красной Звезды.
15 июля 1944 года, прорвав вражескую оборону, части 338-й стрелковой дивизии вышли к реке Неман. Выполняя приказ обеспечить форсирование реки, Мещеров со своим отделением вплавь переправился на вражеский берег, где под огнём противника саперы соорудили пристань для принятия паромов с боеприпасами и артиллерией. За этот подвиг был награждён медалью «За отвагу».
15 августа 1944 года старшина Мещеров северо-восточнее города Владиславов с группой саперов проделал проход в проволочных заграждениях противника, обеспечив внезапность атаки стрелков.
Приказом командира 338-й стрелковой дивизии от 16 сентября 1944 года старшина Мещеров Зариф Ибрагимович награждён орденом Славы 3-й степени.
В ночь на 5 октября 1944 года южнее города Расейняй отделение старшины Мещерова проделало 4 прохода в минных полях противника, сняв свыше 100 мин.
Командир отделения лично снял при этом 16 противотанковых и противопехотных мин.
В ночь на 6 октября бойцы проделали несколько проходов в проволочных заграждениях врага шириной 10 м.
Приказом по войскам 39-й армии от 3 ноября 1944 года старшина Мещеров Зариф Ибрагимович награждён орденом Славы 2-й степени.
В ночь на 16 января 1945 года у населенного пункта Шилямнен старшина Мещеров проделал с группой саперов проход в заграждениях противника. Затем в ходе наступления управлял действиями группы по преодолению препятствий, возникавших на пути стрелков. Был представлен к награждению орденом Славы 1-й степени.
В сражениях за Восточную Пруссию с 16 на 18 апреля саперный батальон, в котором служил старшина Мещеров, поставил 300 противотанковых, 2700 противопехотных мин и 20 фугасов на немецких полях, натянул более 5 км колючей проволоки. Перед прорывом обороны противников саперы проделали проходы через их минные поля в 29 местах, а через наши минные поля проложили 16 дорог. Здесь сапер получил вторую медаль «За отвагу» и ещё один орден Красной Звезды.
Указом Президиума Верховного Совета СССР от 19 апреля 1945 года за исключительное мужество, отвагу и бесстрашие в боях с вражескими захватчиками старшина Мещеров Зариф Ибрагимович награждён орденом Славы 1-й степени. Стал полным кавалером ордена Славы.
После разгрома фашистской Германии дивизия, в которой служил Мещеров, была переброшена на Дальний Восток. Война для старшины Мещерова закончилась в городе Порт-Артур, который когда-то защищал его дед, Георгиевский кавалер.
В 1946 году был демобилизован. Жил в городе Горький. Работал мастером на автозаводе. Скоропостижно скончался 25 июля 1964 года. Похоронен на кладбище Красная Этна города Нижний Новгород.
Награждён двумя орденами Красной Звезды, орденами Славы 3-х степеней, медалями, в том числе двумя медалями «За отвагу».